# 四号線駅
四号線駅（しごうせんえき）は、北海道（網走支庁）紋別郡湧別町字錦にあった北海道旅客鉄道（JR北海道）名寄本線（支線）の駅（廃駅）である。名寄本線の廃線に伴い1989年（平成元年）5月1日に廃駅となった。

## 歴史
1955年（昭和30年）12月25日に名寄本線・渚滑線・興浜南線でレールバスの運行が開始されると同時に、利用者の利便を図って仮乗降場として増設された旅客駅のひとつである。
仮乗降場時代の一時期は事前に車掌へ降車する旨を伝えておかないと、乗降場を通過して運行することがあった。なお、このような取り扱いは国鉄の規則に違反するものであった。末期は乗降客がいなくても停車するようになった。

### 年表

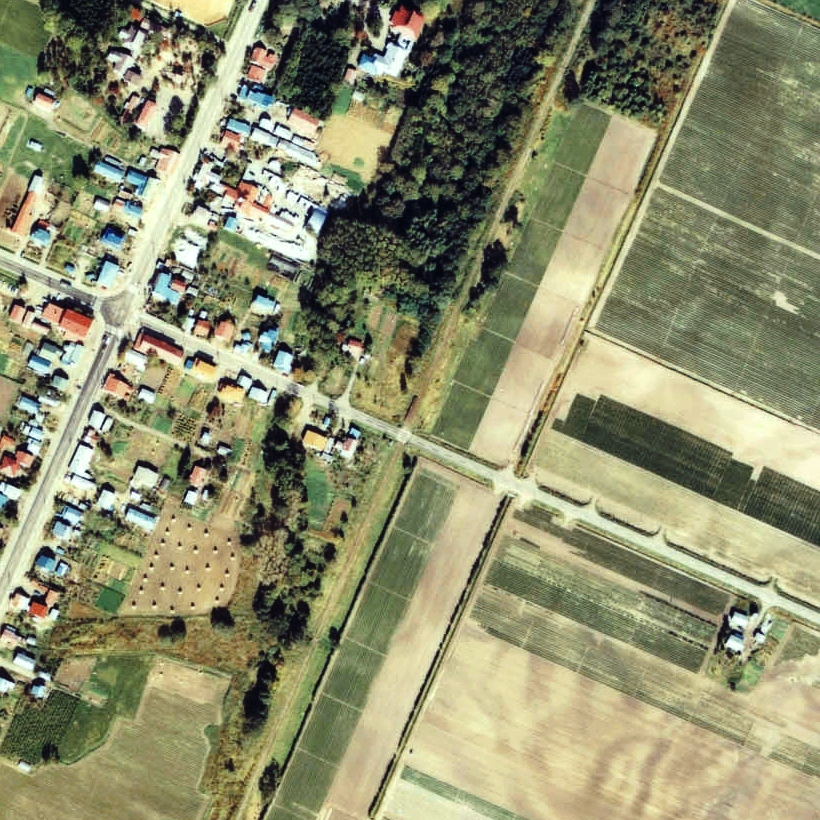
1977年の四号線仮乗降場と周囲約500m範囲。上が湧別方面。南側に東四号の踏切がある。法明寺という名の寺の敷地に隣接していた。

- 1955年（昭和30年）12月25日：日本国有鉄道名寄本線の四号線仮乗降場（局設定）として開業[1]。
- 1987年（昭和62年）4月1日：国鉄分割民営化によりJR北海道に継承[1]。同時に駅に昇格[1]。四号線駅となる[1]。
- 1989年（平成元年）5月1日：名寄本線の廃線に伴い廃止となる[1]。

### 駅名の由来
当駅の所在地の昔の地域名より。「四号線」の名は、開拓期に碁盤状に設けられた道路の名に因む。また、当駅遠軽方を東西に通る道路が「東四号線」「西四号線」と名付けられていた。

## 駅構造
廃止時点で、単式ホーム1面1線を有する地上駅であった。ホームは線路の北西側（湧別方面に向かって左手側）に存在した。転轍機を持たない棒線駅となっていた。
仮乗降場に出自を持つ無人駅で、駅舎および待合所も存在しなかった。ホームは遠軽方にスロープを有し駅施設外に連絡していた。板張りのホームであった。

## 駅周辺
- 国道238号（オホーツク国道）[6]
- 湧別小学校[6]
- 湧別中学校[6]
- 湧別錦町簡易郵便局[6]
- Aコープゆうべつ店
- 湧別大橋[6]
- 湧別川[6]
- 北海道北見バス・北紋バス「湧別4号線」、湧別町営バス「4号線」バス停留所

## 駅跡
2001年（平成13年）時点でサイクリングの休憩場所である「リララの広場」となっていた。2011年（平成23年）時点でも同様で、散歩者用の休憩場所でもあった。

## 隣の駅
北海道旅客鉄道（JR北海道）
名寄本線（支線）
中湧別駅 - 四号線駅 - 湧別駅